# Zoran Đorđević
Zoran Đorđević (Зоран Ђорђевић in cirillico; Valjevo, 7 novembre 1962) è un regista cinematografico, produttore cinematografico e sceneggiatore serbo naturalizzato brasiliano.

## Biografia
Si è diplomato all'Accademia cinematografica di Praga.
Ha realizzato più di venti film in Serbia, Repubblica Ceca, Angola, Brasile. È stato vincitore del Festival jugoslavo di documentari e cortometraggi (oggi festival Martovski) per i film Preghiera per le anime morte ( Molitva za mrtve duše), Odissea (Odiseja) e Cheers (Živeli).
Dalla seconda metà degli anni '90 vive e lavora principalmente in Brasile, dove i suoi film sono stati regolarmente proiettati nei festival. 
Oltre alla regia cinematografica e teatrale, è impegnato nella pedagogia cinematografica e fotografica - in conferenze per la Film Foundation di São José dos Campos, così come in altri workshop e corsi.

## Filmografia
- Na gota colorida encontra-se uma vida, Brasile, 2017
- O Saber e Fazer, Brasile, 2013
- Memórias Caiçaras, Brasile, 2011[2]
- Nkisi na Diáspora: Raízes Religiosas Bantu no Brasile, Brasile/Angola, 2007[3]
- Ilhados, Brasile, 2000
- Por Quem Os Sinos Dobram, Brasile, 2000
- Živeli, Serbia, 1999
- O dia em que olhamos para o céu, Brasile, 1997[4]
- Odiseja, Serbia, 1995[5]
- Nostalgični koncert za violinu, Serbia, 1995[6]
- Molitva za mrtve duše, República Checa, 1993[7]
- Nestao, Serbia, 1992
- Pozdravi sve koji pitaju za mene, Serbia, 1987

## Teatro
- 1999 Čarobnjak iz Oza, Valjevo, Serbia
- 1987 Ostrvska priča, Valjevo, Serbia[8][9]